# سيستار
سيستار (بالإنجليزية: Sistar) هي فرقة موسيقية كورية جنوبية تشكلت في عام 2010 بواسطة ستارشيب إنترتينمنت. جميع أعضائها من الفتيات ويبلغ عددهن أربع عضوات، وهن هيورين ويون بورا وسويو وكيم داسوم. وانتهت مسيرة الفرقة في عام 2017 باغنية lonely

## التاريخ
بدأت الفرقة نشاطها في 2010 قبل صدور أغانيها وذلك من خلال الإعلانات التجارية. وكان ظهورهم الرسمي من خلال أغنيتهم الأولى «بوش بوش» في يونيو 2010.
يذكر أن اسم الفرقة مأخوذ من star و sister بعد دمجهمها يعني «الأخوات النجمات».

## الأعضاء
- هيورين
- يون بورا
- سويو
- كيم داسوم

## وصلات خارجية
- سيستار على موقع IMDb (الإنجليزية)
- سيستار على موقع ميوزك برينز (الإنجليزية)
- سيستار على موقع أول ميوزيك (الإنجليزية)
- سيستار على موقع ديسكوغز (الإنجليزية)

- الموقع الإلكتروني